# 羅馬尼夫卡 (格洛比諾區)
49°32′8″N 33°36′35″E / 49.53556°N 33.60972°E
羅馬尼夫卡（烏克蘭語：Романівка），是烏克蘭中部的村莊，隸屬波爾塔瓦州的克雷門丘克區。該村處於霍羅爾河右岸，分別距離祖巴尼1.5公里和圖爾巴伊3公里，面積3.25平方公里，海拔高度79米，2001年人口421。